# Rumelia
Rumelia, Romalia (en turco: Rumeli; en albanés: Rumelia; en griego: Ρωμυλία, Romylía, o Ρούμελη, Roúmeli;  bosnio, serbio y en macedonio: Румелија, Rumelija; en búlgaro: Румелия, Rumeliya) o Balcanes turcos son términos históricos usado para describir el área conocida ahora como los Balcanes o península balcánica, cuando era una provincia (Rumeli Vilayeti, o provincia de Rumeli) del Imperio otomano.
Rumeli es la variación turca de Imperio romano, nombre que significa «tierra de romanos», usado por los conquistadores otomanos en referencia al dominio bizantino de los Balcanes. Tras 1453 (año de la ocupación de Constantinopla por los turcos) Rumelia pasó a ser la designación de la antigua región y eyalato otomano de la península balcánica, que comprendía territorios de los siguientes países actuales: Albania, Bulgaria, Grecia, Macedonia del Norte, Serbia y lo que hoy resta de Turquía en Europa. En un sentido más restringido, la provincia se encontraba en el centro de las provincias romanas y bizantinas de Tracia y Macedonia. 
En el año 1878, y mediante las condiciones del Congreso de Berlín, una parte de Rumelia pasó a integrarse en Bulgaria, mientras que la Rumelia Oriental permanecía bajo el dominio turco. En 1885, Bulgaria se anexionó la Rumelia Oriental, excepto la Tracia Oriental y, en 1908, fueron oficialmente unificadas.